# 宝兴葶苈
宝兴葶苈（学名：Draba moupinensis）为十字花科葶苈属下的一个种。

## 扩展阅读
- 維基物種上的相關：宝兴葶苈